# وزیر (عنوان)

مهر صدر اعظم عثمانی

وزیر در اصل یک واژه فارسی است که از vicir در زبان پهلوی و پارسی میانه گرفته شده که آنهم از واژه vichira در پارسی باستان که معنی داور و میانجی می‌داده، گرفته شده است.
در انگلیسی و بسیاری از دیگر زبان‌ها، برای اشاره به کاربرد امروزی آن در سیاست از "minister" (یا مشابهاتش) استفاده می‌شود اما برای کاربرد تاریخی آن در گذشتهٔ برخی حکومت‌ها از "vizier" استفاده می‌شود اما از آنجا که روند توسعهٔ آن در فرهنگ ایرانی تا به امروز در امتداد تاریخ بوده است، برای هر دوی این‌ها از وزیر استفاده می‌شود.
وزیر، مشاور یا وزیر بلندپایه سیاسی در خاور نزدیک است. خلفای عباسی لقب وزیر را به وزیری دادند که قبلاً کاتب (منشی) نامیده می‌شد، که در ابتدا صرفاً یک مشاور بود، اما پس از آن نماینده و جانشین دپیر (کاتب یا منشی رسمی) پادشاهان ساسانی شد.